# Shokusenzai wakashū
Le Shokusenzai wakashū (続千載和歌集) (Suite de la collection des mille années, un titre qui rappelle le Senzai wakashū) est une anthologie impériale de poésie japonaise du genre waka. La collection a été achevée vers 1320, deux ans après que l'empereur retiré Go-Uda l'a commandée en 1318. Elle a été compilée par Fujiwara no Tameyo qui a également compilé le Shingosen wakashū, et qui était un membre de la vieille et conservatrice école poétique Nijō. L'anthologie comprend 20 rouleaux contenant 2 159 poèmes. 

## Source de la traduction
- (en) Cet article est partiellement ou en totalité issu de l’article de Wikipédia en anglais intitulé « Shokusenzai Wakashū » (voir la liste des auteurs).